# Germania Superior

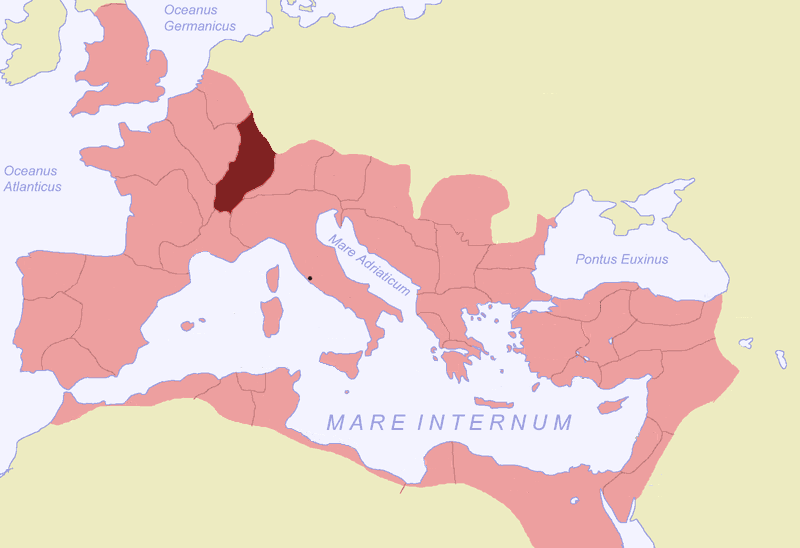
Provincia romană Germania Superior pe harta Imperiului Roman

Germania Superior, uneori Germania prima, a fost o provincie romană situată pe malul stâng al Rinului, care a existat din anul 90 d.C. până la sfârșitul secolului al III-lea. Ea cuprindea părți din Elveția, Franța si Germania de sud-vest. Capitala provinciei se afla la Mogontiacum (azi Mainz, Germania).